# Бау

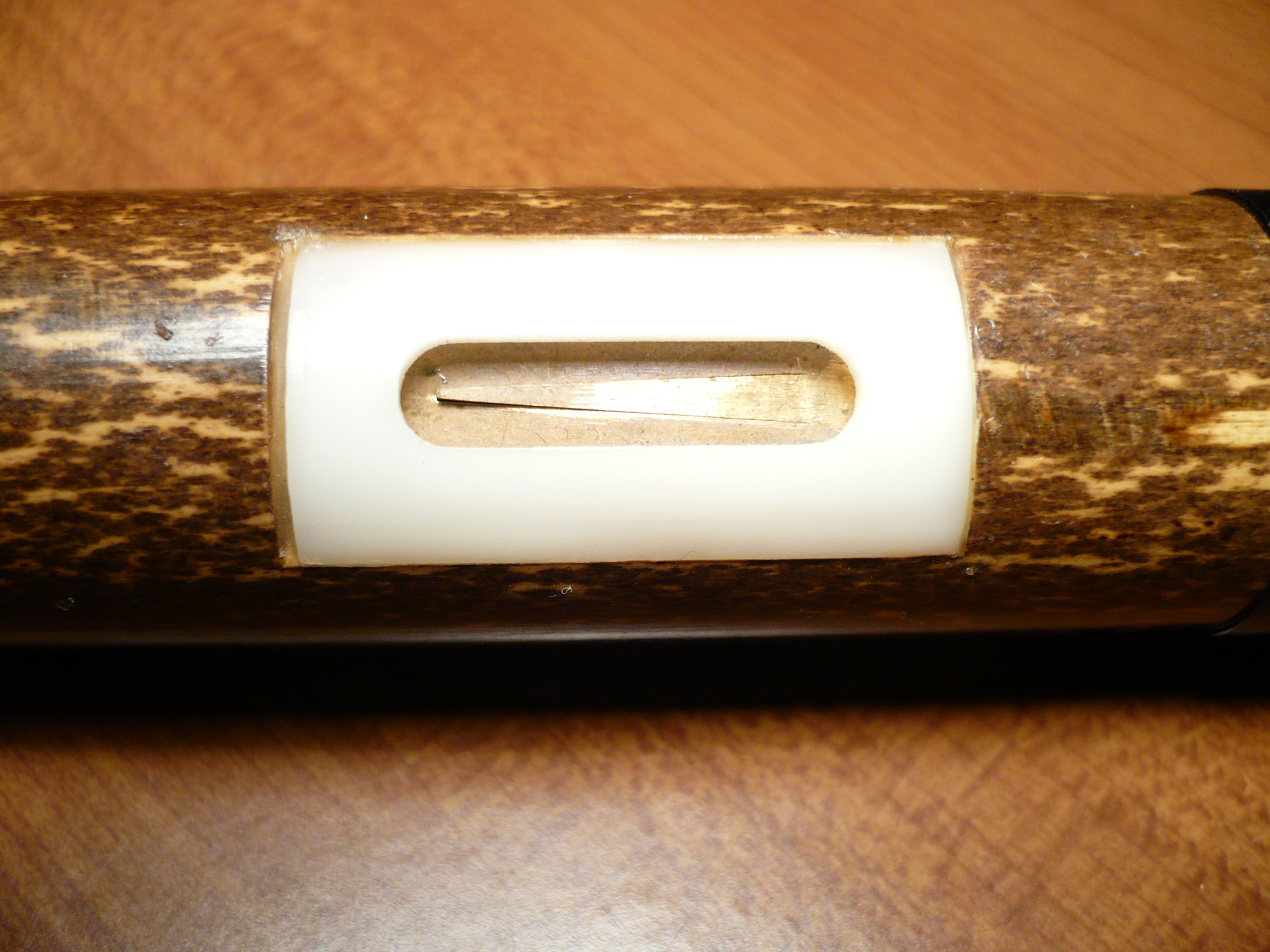
Вдувное отверстие с язычком

Бау́ (кит. трад. 巴烏, упр. 巴乌, пиньинь bāwū) — духовой инструмент со свободным язычком из металла.
Инструмент происходит из провинции Юньнань, что на юго-западе Китая, но стал стандартным и популярным музыкальным инструментом во всём Китае; он до сих пор применяется в современных китайских композициях. В китайской музыке используется как солирующий инструмент, его можно услышать в музыкальных сопровождениях во многих фильмах и в достаточно популярных композициях.
Хотя бау имеет наибольшую популярность в Китае, инструмент относительно недавно был принят многими композиторами и исполнителями Европы, такими как Роан Лич и Го Юэ из Англии, Рафаэль де Кок из Бельгии, Герман Виткам из Голландии.